# Isabel Burdiel Bueno
Isabel Maura Burdiel Bueno coneguda com a Isabel Burdiel (Badajoz, 1958) és una historiadora espanyola, catedràtica de la Universitat de València. Està especialitzada en el segle xix i s'ha interessant també per les relacions entre història i literatura i per les possibilitats de la història biogràfica. En 2011 va rebre el Premio Nacional de Historia per una biografia d'Isabel II convertint-se en la segona dona, després de Carmen Iglesias, a rebre aquest premi.

## Trajectòria
És catedràtica d'Història Contemporània de la Universitat de València i especialista en història política i cultural del liberalisme europeu del segle xix. Té formació anglosaxona -va ampliar estudis a Anglaterra i als Estats Units-.

## Obra
Ha dedicat una part important de la seva obra a la historiografia de les dones i la recerca sobre la construcció d'identitat. Entre les seves primeres publicacions es troben textos com La política de los notables (1987), les edicions crítiques de la Vindicació dels drets de la dona de Mary Wollstonecraft (1994) i el Frankenstein de Mary Shelley (1996), amb estudi introductori, o l'assaig La dama de blanco.
El 2000 va coordinar la publicació de Liberales, agitadores y conspiradores (Espasa-Calpe, 2000) junt amb Manuel Pérez Ledesma, una obra col·lectiva amb diverses biografies de personatges del segle xix espanyol, a més de codirigir gairebé una dècada després l'obra Liberales eminentes (2008).
Va dedicar deu anys a l'estudi de Isabel II i va publicar Isabel II. Una biografía (1830-1904) (Taurus, 2010) per la qual va obtenir el Premio Nacional de Historia de España 2011. Havia publicat un avanç d'aquesta obra sota el títol Isabel II. No se puede reinar inocentemente (Espasa-Calpe, 2004). La recerca va ser realitzada a partir d'arxius privats i documents diplomàtics desclassificats. Burdiel va aconseguir així reconstruir la vida d'una reina sobre la qual sovint havia pesat una imatge caricaturesca i freturosa de base documental. D'altra banda, a més de dilucidar la seva atrafegada vida personal o la seva "desgraciada existència", en la seva biografia aporta novetats substancials a la perspectiva sobre la consolidació de la monarquia constitucional i del règim polític liberal. També va estar encarregada d'una edició de l'àlbum de làmines satíriques Los Borbones en pelota.
En 2015 va publicar La historia biográfica en Europa. Nuevas perspectivas (2015) —junt amb Roy Foster—, any en què també treballava en una biografia de la gallega Emilia Pardo Bazán.

## Publicacions
- La política de los notables, Valencia, Alfonso el Magnánimo, 1987.
- Mary Wollstonecraft. Vindicación de los derechos de la mujer. Edición y estudio crítico, Madrid, Cátedra, 1994.
- Mary Shelley. Frankenstein, o el moderno Prometeo. Edición y estudio crítico, Madrid, Cátedra, 1996.
- Liberales, agitadores y conspiradores. Biografías heterodoxas del siglo XIX español. Edición con Manuel Pérez Ledesma, Madrid, Espasa, 2000.
- Isabel II. No se puede reinar inocentemente, Madrid, Espasa, 2004.
- Liberales eminentes. Edición con Manuel Pérez Ledesma, Madrid, Marcial Pons, 2008.
- Isabel II. Una biografía (1830-1904), Madrid, Taurus, 2010.